# Кинематограф Суринама
Кинематограф Суринама — часть суринамской культуры. Национальный кинематограф, как вид художественного творчества зародился во второй половине 70-х годов XX века.
Первым полнометражным фильмом в Суринаме стала, снятая в 1976 году, совместная нидерландо-суринамская картина «Один народ» режиссёра Пима Де ла Парры. В 1996 году Де ла Парра, вернувшийся из Нидерландов, основал Суринамскую киноакадемию (Институт кино в Парамарибо). При поддержке правительства Нидерландов и частных жертвователей из Нидерландов с марта 2005 года в Суринамской киноакадемии проводится обучение на сценарных, операторских, звукорежиссёрских и режиссерских / продюсерских курсах. Акцент в академии делается на обучении производству малобюджетного кино.
В 1950-х годах доля американского кино в кинотеатрах Суринама составляла 77 %, 11 % было долей индийского кино, остальное составляло долю европейской кинопродукции. Национального кинематографа в колониальный период не существовало. Правительство Нидерландов не проявляло интереса к его развитию. Однако и после провозглашения независимости в 1975 году ситуация не изменилась. Кинематограф Суринама не получал и до сего дня не получает финансовой поддержки со стороны государства. Так, из-за экономического кризиса в 1990-х годах все кинотеатры в стране оказались закрыты.
С начала XXI века несколькими энтузиастами — деятелями кино из местных уроженцев началось постепенное восстановление структур национальной киноиндустрии. С этой целью в 2002 году режиссёр Эдди Вейнгард и его супруга Хеннах Драйбар основали фонд «The Back Lot». Ежегодно 6—11 декабря в здании театра Талия в Парамарибо фондом проводятся показы фестивального художественного и документального кино. Фонд «The Back Lot» материально поддерживают Министерство иностранных дел Нидерландов и фонд принца Клауса.
В 2003 году была снята первая суринамская картина для детей «Сьонмми». В 2007 году в прокат вышел ещё один суринамский фильм Де ла Парры «Тайна реки Сарамакка». Приз кинокритиков на кинофестивале в Роттердаме в 2010 году получила картина американского режиссёра Бена Рассела «Пусть каждый идёт туда, куда может», снятая им в 2009 году в Суринаме, где он трудился в Корпусе мира.